# Three Musicians

Bức tranh được in trên con tem Ấn Độ phát hành năm 1982.

Three musicians là một bức tranh có chiều rộng và chiều cao hơn 2m, được vẽ theo Chủ nghĩa lập thể và có bề ngoài như những mảnh giấy xếp lại. Tác phẩm này được vẽ vào năm 1921 bởi Pablo Picasso, khi ông đang ở Fontainebleau, một thị trấn ở ngoại ô Paris nước Pháp, và hiện đang nằm trong Bảo tàng Nghệ thuật Hiện đại New York, phiên bản khác trong Bảo tàng Nghệ thuật Philadelphia.
Đây là một trong những bức tranh được vẽ theo phong cách Lập thể tổng hợp.

## Nội dung trong bức tranh

### Các nhân vật trong tác phẩm
Picasso là nhân vật Harlequin mặc bộ đồ có hoa văn kim cương sáng ở trung tâm. Hình Pierrot màu trắng ở bên trái được cho là nhà thơ Guillaume Apollinaire, trong khi hình ảnh nhà sư ở bên phải tượng trưng cho nhà thơ Max Jacob. Nhưng ông đã mất cả hai người bạn: Apollinaire đã qua đời vào năm 1918, và Jacob đã vào một tu viện.

### Một chủ đề cũ được tạo mới
Cả Harlequin và Pierrot đều là những nhân vật trong nhà hát truyền thống của Ý được gọi là commedia dell'arte. Picasso đã khắc họa những nhân vật này trong suốt sự nghiệp của mình, trong đó bản thân Picasso được đồng nhất với kẻ lừa đảo Harlequin. Trong tác phẩm Family of Saltimbanques đầu tiên của mình, Picasso đã miêu tả mình là Harlequin đứng trong một nhóm nhân vật, hai người trong số họ cũng được xác định là đại diện cho Apollinaire (gã hề màu đỏ) và Jacob (người nhào lộn nhỏ màu xanh lam).

### Phân tích
Picasso đã vẽ bàn tay của Harlequin bằng màu nâu trên một hình vuông nhỏ màu trắng gần chính giữa bức tranh, làm cho nó trở thành tâm của bố cục tranh. Kèn clarinet, guitar và bản nhạc là những đối tượng thường thấy trong các bức tranh tĩnh vật của trường phái Lập thể. Nổi bật trong số các đồ vật được mô tả trên bàn bên trái là hình ảnh vẽ trên một tờ báo đã được cắt ra, một vật liệu chính của nghệ thuật cắt dán thời kỳ đầu của trường phái Lập thể. Khuôn mặt và bộ râu của nhà sư có hình dạng giống như một công cụ trang trí được Georges Braque và Picasso sử dụng để tạo vân gỗ giả trong nhiều tác phẩm. Hoa văn kim cương trên bộ đồ của Harlequin, cũng như phần vải và cổ tay áo bên trái của ông, giống với hoa văn mạng lưới mà cả Picasso và Braque đã sử dụng để tạo cấu trúc cho nhiều bức tranh Lập thể Phân tích. Một đặc điểm nổi bật là sự chồng chéo của các hình khối trở nên phức tạp ngay trung tâm của bức tranh.
Một đặc điểm quan trọng của bức tranh này là Harlequin (Picasso) được khoác lên mình bộ trang phục có sự kết hợp màu về cơ bản gần với sự kết hợp màu của lá cờ Tây Ban Nha (Đỏ và Vàng), thể hiện tình yêu của Picasso đối với đất nước này.